# Bettiah
Bettiah (Hindi बेतिया) ist eine Stadt im Bundesstaat Bihar im Osten Indiens. Sie ist Hauptstadt des Distrikt Pashchim Champaran. Bettiah hat den Status eines City Council (Nagar parishad). Sie ist ungefähr 198 km von Bihars Hauptstadt Patna entfernt.

## Demografie
Die Einwohnerzahl der Stadt liegt laut der Volkszählung von 2011 bei 132.209 und die der Agglomeration bei 155.518. Bettiah hat ein Geschlechterverhältnis von 901 Frauen pro 1000 Männer und damit einen für Indien üblichen Männerüberschuss. Die Alphabetisierungsrate lag bei 80,6 % im Jahr 2011. Knapp 64,1 % der Bevölkerung sind Hindus, ca. 33,7 % sind Muslime und ca. 2,2 % gehören anderen Religionen an. 14,4 % der Bevölkerung sind Kinder unter 6 Jahren.

## Klima
Das Klima von Bettiah ist vor allem in der Monsunzeit von hohen Temperaturen und hohen Niederschlägen geprägt. Der Untertyp der Köppen-Geiger-Klimaklassifikation für dieses Klima ist "Cfa" (Humid Subtropical Climate).